# 61 Dywizja Piechoty (III Rzesza)
61 Dywizja Piechoty (niem. 61. Infanterie-Division) – niemiecka dywizja z czasów II wojny światowej, , uczestniczyła w agresji na Polskę i Francję oraz w ataku na Związek Radziecki.

## Formowanie i walki
Sformowana na mocy rozkazu z 8 sierpnia 1939, w 2. fali mobilizacyjnej przez Artillerie – Kommandeur 1 w Królewcu w I Okręgu Wojskowym. W październiku 1944 r. przeformowana w 61 Dywizję Grenadierów Ludowych (61. Volks-Grenadier-Division).
Dywizja brała udział w 1939 w agresji na Polskę, później zaatakowała Belgię i Danię. W 1941 wzięła udział w ataku na ZSRR w ramach Grupy Armii B (później Grupy Armii Północ). Dotarła pod Leningrad, by ostatecznie odpierać sowiecką kontrofensywę zimową (1941-1942). W 1942 r. oblegała Leningrad ponosząc ciężkie straty, zimą 1942-1943 wzięła udział w drugiej bitwie o jezioro Ładoga i pozostawała w linii cały 1943 r. Gdy 28 stycznia 1944 r. blokada Leningradu została przerwana 61 Dywizja wzięła udział w odwrocie przez republiki nadbałtyckie. W kwietniu 1944 r. wchłonęła niedobitki 9 Polowej Dywizji Luftwaffe i następnie została włączona do Grupy Armii Środek. Po przerwaniu frontu w wyniku operacji Bagration w czerwcu i lipcu 1944 r. wycofała się do Prus Wschodnich i została tam odcięta. Ostatecznie dotrwała do upadku Królewca zredukowana do słabej grupy bojowej (10 kwietnia 1945).

## Dowództwo dywizji
Dowódcy:
- gen. mjr Siegfried Hänicke[5] 8 sierpnia 1939 – 27 marca 1942
- gen. mjr Franz Scheidies 27 marca 1942 – 7 kwietnia 1942
- gen. por. Werner Hühner 7 kwietnia 1942 – 1 lutego 1943
- gen. por. Günther von Krappe 1 lutego 1943 – 30 kwietnia 1943
- gen. por. Gottfried Weber 30 kwietnia 1943 – 1 maja 1943
- gen. por. Günther von Krappe 1 maja 1943 – 11 grudnia 1943
- gen. mjr Joachim Albrecht von Blücher 11 grudnia 1943 – 1 lutego 1944
- gen. por. Günther von Krappe 1 lutego 1944 – 11 grudnia 1944
- gen. por. Rudolf Sperl 11 grudnia 1944 – 8 kwietnia 1945

Szefowie sztabu:
- mjr Josef Irkens (w czasie ataku na Polskę[5])

## Struktura organizacyjna
- Struktura organizacyjna w sierpniu 1939: 151., 162. i 176. pułk piechoty, 161. pułk artylerii, 161. batalion pionierów, 161. oddział rozpoznawczy, 161. oddział przeciwpancerny, 161. oddział łączności, 161. polowy batalion zapasowy;
- Struktura organizacyjna w październiku 1943: 151., 162. i 176. pułk grenadierów, 161. pułk artylerii, 161. batalion pionierów, 61. dywizyjny batalion fizylierów, 161. oddział przeciwpancerny, 161. oddział łączności, 161. polowy batalion zapasowy;
- Struktura organizacyjna w październiku 1944: 151., 162. i 176. pułk grenadierów, 161. pułk artylerii, 161. batalion pionierów, 61. dywizyjny batalion fizylierów, 161. oddział przeciwpancerny, 161. oddział łączności, 161. polowy batalion zapasowy.